# Tenuiphantes ateripes
Tenuiphantes ateripes là một loài nhện trong họ Linyphiidae.
Loài này thuộc chi Tenuiphantes. Tenuiphantes ateripes được Andrei V. Tanasevitch miêu tả năm 1988.